# Zizeeria labdalon
Zizeeria labdalon är en fjärilsart som beskrevs av Waterhouse och Charles Lyell 1914. Zizeeria labdalon ingår i släktet Zizeeria och familjen juvelvingar. Inga underarter finns listade i Catalogue of Life.